# Linha Ontário
A Linha Ontário (do inglês: Ontario Line) é uma linha de metropolitano em construção em Toronto, Ontário, Canadá. O seu terminal norte ficará na Eglinton Avenue e Don Mills Road, na estação Don Valley, onde se conectará com a Linha 5 Eglinton. O seu terminal sul ficará na atual estação Exhibition GO na Linha Lakeshore West. A Linha Ontário foi anunciada pelo Governo de Ontário em 10 de abril de 2019. Em agosto de 2024, o custo estimado para os 15,6 quilómetros da linha era de CA$ 27mil milhões com previsão de conclusão em 2031. Originalmente, o custo foi estimado em US$ 10,9mil milhões com conclusão até 2027. A cerimónia de inauguração do projeto ocorreu em 27 de março de 2022. Na abertura, o plano é que a linha seja numerada como “Linha 3”. Este número foi usado pela Linha 3 Scarborough até ao seu fecho em julho de 2023.